# Societat Catalana d'Estudis Històrics
La Societat Catalana d'Estudis Històrics (SCEH) és una societat filial de l'Institut d'Estudis Catalans creada el 1946 en la clandestinitat.
En foren promotors Ramon Aramon, Pere Bohigas i Miquel Coll i Alentorn. En foren presidents honoraris Pompeu Fabra i Josep Puig i Cadafalch.
Des dels inicis ja va publicar el Butlletí de la Societat Catalana d'Estudis Històrics, revista científica anual; entre 1969 i 1972 va publicar també la revista Estudis d'Història Medieval, en homenatge a Ferran Soldevila. També, entre 1986 i 1993 va editar, en col·laboració amb l'Avenç, la col·lecció Còrsia, dedicada preferentment a la publicació dels textos de seminaris organitzats per la Societat.